# Karsten Hønge
Karsten Hønge (født 25. september 1958 i Nykøbing Mors) er en dansk politiker, der er medlem af Folketinget for Socialistisk Folkeparti. Hønge er politisk ordfører for partiet SF og er desuden ordfører mod social dumping, transportordfører, beskæftigelsesordfører, retsordfører, landdistriksordfører og ordfører for Grønland og Færøerne.
Karsten Hønge er blandt de ganske få politikere, som har opnået valg til såvel byråd, amtsråd, regionsråd, folketing som europaparlament.

## Baggrund og uddannelse
Karsten Hønge blev født den 25. september 1958 som søn af tømrer Anker Hønge og rengøringsassistent Inger Hønge. Han blev født i Nykøbing Mors.
Han blev student fra Thisted Gymnasium i 1978 og sidenhen uddannet tømrer i 1983. I 2013 blev han uddannet fagjournalist fra Danmarks Medie- og Journalisthøjskole.

## Politisk karriere
Han meldte sig 1973 ind i SF og ungdomsorganisationen SFU, og i den forbindelse var han fra 1974 til 1977 medlem af landsledelsen for SFU. Under på studentertid på Thisted Gymnasium var han politisk aktiv og var således næstformand i Danske Gymnasieelevers Sammenslutning fra 1977 til 1978.
Da Hønge var soldat fra 1978 til 1979 ved Skive Kaserne, var han medlem af forretningsudvalget for de værnepligtige soldater.
Indtil 2007 var han formand for fagforbundet TIB / Træ Industri Byg på Fyn, som senere blev en del af 3F.
Han sad i Fyns Amtsråd 2001-2006 og i Odense Byråd 2005-2007, hvor han var gruppeformand og medlem af arbejdsmarkedsudvalget. 
I den offentlige debat kritiserede Karsten Hønge som en af de første på venstrefløjen Asmaa Abdol-Hamid fra Enhedslisten. Det skete i forbindelse med kommunalvalget i 2005, hvor de begge var opstillet til byrådet i Odense. I 2006 skrev han pamfletten: ”En bandbulle mod fundamentalisme. Et forsvar for frisind", der var en kritik af religiøs fundamentalisme.
Han har været folketingskandidat siden 1993 og opnåede valg ved folketingsvalget i 2007-2011. 
I 2013 blev han som spidskandidat for SF valgt til regionsrådet for Syddanmark. 
I januar 2014 kom han midlertidigt i Folketinget igen som stedfortræder for den sygemeldte Anne Baastrup og gjorde sig bemærket med kritiske udtalelser om salget af Dong til Goldman Sachs, hvilket medvirkede til at partiet senere samme uge forlod regeringen. Det var i den forbindelse, at Hønge i pressen fik tilnavnet "Vikaren fra helvede".
Ved folketingsvalget i 2015 blev Hønge genvalgt til Folketinget i Fyns Storkreds.

### Valg til og øjeblikkelig fratræden fra Europa-Parlamentet
I 2019 stillede Hønge op til Europa-Parlamentsvalget for SF som næstøverste kandidat, og da partiet opnåede to mandater, var han valgt med sit partis næststørste personlige stemmetal. Imidlertid var han samtidig genopstillet til folketingsvalget kort efter og ønskede ikke at sidde i begge parlamenter, så derfor frasagde han sig dagen efter valget sit EP-mandat, der i stedet gik til Kira Marie Peter-Hansen. Dette vakte nogen utilfredshed blandt de vælgere, der havde stemt på ham. Kritikken gik blandt andet på, at han i 2018 havde udtalt til flere medier, at han ville forlade Folketinget til fordel for Europaparlamentet, hvis han blev valgt der. Hønge havde i ugerne op til Europa-Parlamentsvalget udtalt til flere lokale fynske medier, at valget til Folketinget havde førsteprioritet. Hønge undskyldte efterfølgende forløbet for at have været for uklart og kaldte det en "valg-brøler". Flere andre folketingsmedlemmer kritiserede skarpt Hønges og SF's beslutning for bl.a. at gøre grin med vælgerne og medvirke til at øge politikerleden.